# Marion Posch
Marion Posch (Vipiteno, 2 november 1972) is een voormalig snowboardster uit Italië. Ze vertegenwoordigde haar vaderland op de Olympische Winterspelen 1998 in Nagano, de Olympische Winterspelen 2002 in Salt Lake City en de Olympische Winterspelen 2006 in Turijn.

## Resultaten

#### Olympische Winterspelen
| Jaar | Plaats         | Resultaten               |
| ---- | -------------- | ------------------------ |
| 1998 | Nagano         | 6e Reuzenslalom          |
| 2002 | Salt Lake City | 12e Parallelreuzenslalom |
| 2006 | Turijn         | 15e Parallelreuzenslalom |

### Wereldkampioenschappen
| Jaar | Plaats               | Resultaten                                                   |
| ---- | -------------------- | ------------------------------------------------------------ |
| 1996 | Lienz                | 7e Reuzenslalom · Parallelslalom                             |
| 1997 | San Candido          | 11e Reuzenslalom 4e Parallelslalom                           |
| 1999 | Berchtesgaden        | 45e Reuzenslalom · 9e Parallelreuzenslalom · Parallelslalom  |
| 2001 | Madonna di Campiglio | 17e Reuzenslalom 16e Parallelreuzenslalom 10e Parallelslalom |
| 2003 | Kreischberg          | 14e Parallelreuzenslalom 16e Parallelslalom                  |
| 2005 | Whistler Blackcomb   | 14e Parallelreuzenslalom 8e Parallelslalom                   |

### Wereldbeker
Eindklasseringen
| Seizoen   | Algemeen           | Reuzenslalom       | Slalom            | Parallel- reuzenslalom | Parallelslalom    | Parallel           | Snowboardcross    |
| --------- | ------------------ | ------------------ | ----------------- | ---------------------- | ----------------- | ------------------ | ----------------- |
| 1994/1995 |                    | 10e 2670,00 punten | 19e 450,00 punten |                        |                   | · 3400,00 punten   |                   |
| 1995/1996 | 4e 893,00 punten   | 7e 3710,00 punten  | 4e 5290,00 punten |                        |                   |                    |                   |
| 1996/1997 | 6e 927,00 punten   | 9e 3460,00 punten  | · 4650,00 punten  |                        |                   |                    | 21e 400,00 punten |
| 1997/1998 | 4e 1020,00 punten  | 11e 2700,00 punten | · 4500,00 punten  |                        |                   |                    | -                 |
| 1998/1999 | 4e 1043,00 punten  | 11e 2570,00 punten | · 5500,00 punten  |                        |                   |                    | -                 |
| 1999/2000 | 19e 564,00 punten  | 14e 1500,00 punten |                   | 11e 3494,00 punten     |                   | 11e 3494,00 punten | -                 |
| 2000/2001 | 4e 973,00 punten   | · 2460,00 punten   |                   |                        | 7e 4650,00 punten |                    | -                 |
| 2001/2002 | -                  | 31e 28,00 punten   |                   | 4e 4810,00 punten      | 35e 340,00 punten | 23e 498,00 punten  | -                 |
| 2002/2003 | -                  |                    |                   | -                      | -                 | 17e 2824,00 punten | -                 |
| 2003/2004 | -                  |                    |                   | -                      | -                 | 12e 3188,00 punten | -                 |
| 2004/2005 |                    |                    |                   | -                      | -                 | 9e 3145,00 punten  | -                 |
| 2005/2006 | 45e 1780,00 punten |                    |                   | -                      | -                 | 18e 1780,00 punten | -                 |

| - | Dit seizoen niet deelgenomen aan dit onderdeel. |
|   | Onderdeel werd dit seizoen niet gehouden.       |

Wereldbekerzeges
| Datum            | Plaats           | Onderdeel            |
| ---------------- | ---------------- | -------------------- |
| 21 januari 1995  | San Candido      | Parallelslalom       |
| 25 februari 1995 | Calgary          | Parallelslalom       |
| 22 november 1995 | Zell am See      | Reuzenslalom         |
| 16 maart 1996    | Mount Bachelor   | Parallelslalom       |
| 31 januari 1997  | Mont-Sainte-Anne | Slalom               |
| 1 februari 1997  | Mont-Sainte-Anne | Reuzenslalom         |
| 1 maart 1997     | Olang            | Slalom               |
| 5 december 1997  | Sestriere        | Parallelslalom       |
| 12 maart 1998    | Tandådalen       | Parallelslalom       |
| 5 januari 1999   | Morzine          | Parallelslalom       |
| 13 februari 1999 | Asahikawa        | Parallelslalom       |
| 20 februari 1999 | Mount Naeba      | Parallelslalom       |
| 12 maart 1999    | Olang            | Parallelslalom       |
| 10 januari 2001  | Schönried        | Reuzenslalom         |
| 17 januari 2001  | Kronplatz        | Parallelreuzenslalom |
| 24 januari 2002  | Kreischberg      | Parallelreuzenslalom |

### Europabeker
Eindklasseringen
| Seizoen   | Parallel          | Parallel- reuzenslalom |
| --------- | ----------------- | ---------------------- |
| 2002/2003 | 26e 400,00 punten | -                      |
| 2004/2005 | 86e 100,00 punten | -                      |
| 2005/2006 | 21e 613,00 punten | · 600,00 punten        |

Europabekerzeges
| Datum           | Plaats  | Onderdeel      |
| --------------- | ------- | -------------- |
| 21 januari 2003 | Alleghe | Parallelslalom |

### Continentale beker
Continentale bekerzeges
| Datum           | Plaats | Onderdeel      |
| --------------- | ------ | -------------- |
| 24 januari 1998 | Olang  | Parallelslalom |